# ونتیکتومب
وَنتیکتومَب (انگلیسی: Vantictumab؛ ‎/vænˈtɪktʊmæb/‎) یک «پادتن مونوکلونال IgG2» است که جهت درمان سرطان ساخته شده‌است.
این دارو توسط شرکت دارویی آنکومد با همکاری شرکت بایر ساخته شده و حق امتیاز آن در سال ۲۰۱۶ به آنکومد اعطا شد که تا سال ۲۰۲۹ اعتبار دارد. در آوریل ۲۰۱۷ میلادی، شرکت بایر از اعطای پروانه ساخت خود برای این دارو صرف‌نظر کرد.
این داروی مسیر سیگنالینگ wnt را از طریق هدف‌گیری گیرنده‌های فریزلد بر روی سلول‌های سرطانی مهار می‌کند.
فاز نخست کارآزمایی بالینی این دارو برای «سرطان لوزالمعده»، «سرطان ریه غیر سلول کوچک» و «سرطان پستان» تکمیل شده‌است.
در سال ۲۰۱۶ میلادی، نتایج کارآزمایی‌های بالینی فاز ۱-بی در «سرطان‌های پستان سه‌گانه منفی» (TNBC) گزارش شد.